# Jaime Valdés
Jaime Andrés Valdés Zapata (El Bosque, Santiago, 11 de enero de 1981) es un exfutbolista profesional chileno que se desempeñaba como volante mixto.
Actualmente es el dueño y gerente deportivo de Deportes Linares de la Segunda División Profesional de Chile.

## Trayectoria

### Como futbolista

#### Inicios y traslado a Italia (1998-2005)
Tras hacer sus primeras armas en el cuadro de Diablos Rojos de la comuna de El Bosque, inició su carrera en Palestino, siendo dirigido por Manuel Pellegrini, debutando en un encuentro ante Deportes Concepción válido por la Copa Apertura 1998. Al año siguiente, se destapó en el campeonato, marcando 15 goles en 43 partidos con solo 18 años. En diciembre del mismo año, fichó por el entonces club italiano de la Serie A AS Bari, junto con su compatriota Pascual de Gregorio. Hizo su debut en la Serie A en la temporada siguiente, el 15 de octubre del 2000. Reemplazó a Rachid Neqrouz en el minuto 84 cuando el equipo estaba un gol en contra a la Juventus. El partido terminó en 2-0. Siguió al equipo a la Serie B después del descenso del club en junio de 2001 y se convirtió en regular del primer equipo, en sustitución de Antonio Cassano. En sus 4 temporadas en el conjunto "Biancorossi" fue dirigido por Eugenio Fascetti, Arcangelo Sciannimanico, Attilio Perotti, Marco Tardelli y Giuseppe Pillon, jugando un total de 131 partidos y 9 goles.
En agosto de 2004, fichó por la Fiorentina de la Serie A en un acuerdo de copropiedad. Como parte del acuerdo, Massimiliano Scaglia fue traspaso al Bari, también en un acuerdo de copropiedad. Valdés jugó su primer partido de liga para La Viola el 19 de diciembre de 2004, en la victoria por 2-0 sobre el Chievo. Reemplazó a Javier Portillo en el minuto 76, seis minutos después de que Portillo anotó el segundo gol. Solo jugó 5 partidos de Serie A por Fiorentina durante la primera mitad de la temporada.

#### Traslado a Lecce y Atalanta (2005-2010)

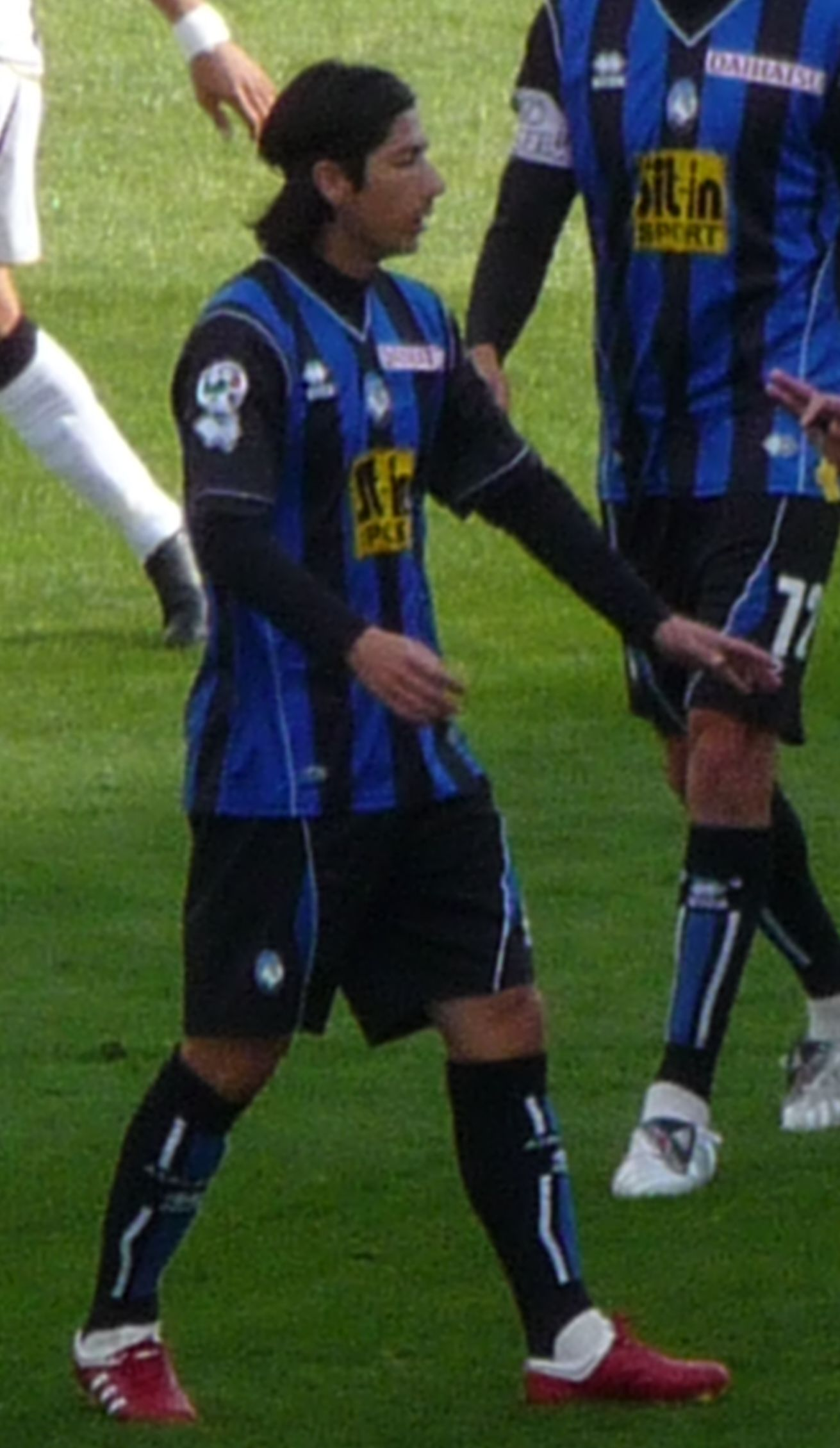
"Pajarito" en su paso por el fútbol italiano, específicamente en Atalanta Bergamasca Calcio.

En enero de 2005, Valeri Bojinov fue transferido a la Fiorentina desde Lecce y Fiorentina vendió su 50% de los derechos de inscripción al Lecce como parte del trato. Lecce luego compró el 50% perteneciente a los derechos de Bari en junio de 2005 haciéndose con el 100% de la carta de Valdés. Siguió con Lecce tras descender a la Serie B, en junio de 2006. Fue un titular regular en la temporada 2006-07, pero en 2007-08 apenas hizo 14 arranques en 36 partidos de la Serie B.
Después que Lecce logró el ascenso de vuelta a la Serie A, se fue al equipo de Serie A Atalanta en transferencia libre en julio de 2008, que el acuerdo ya acordado en enero. Inmediatamente se convirtió en uno de los jugadores favoritos por los fanáticos del Atalanta. El 30 de noviembre de 2008 marcó su primer gol con la camiseta neroazzurra contra Lazio (2-0) y repitió la semana siguiente contra el Udinese (3-0) todo por Serie A. Siguió jugando continuamente y al final de temporada jugó 29 partidos con 3 goles, el último fue en la igualdad 1-1 con Genoa C. F. C. por la jornada 35.
Al año siguiente, jugó otro gran campeonato al más alto nivel, logrando 7 goles (su récord personal en Serie A y que le valió una nominación para la selección chilena), aunque eso no pudo evitar el descenso de su equipo a la Serie B. Su excelente temporada no puso en ojos de muchos equipos italianos y europeos, de los cuales el Sporting Lisboa lo fichó el 8 de julio de 2010 por 3 millones de euros.

#### Sporting CP (2010-2011)
El 6 de julio de 2010 firmó por el Sporting de Lisboa procedente del descendido Atalanta por € 2.992.500. Firmó un contrato de 3 años con una cláusula de rescisión de € 25.000.000. Debutó en el club portugués el 14 de julio en un duelo amistoso contra París Saint-Germain en el Parque de los Príncipes que terminó en derrota de su equipo por 4-2, y marcó su primer gol el 25 de julio en el empate 2-2 contra Tottenham Hotspur en un duelo amistoso donde los goles de su equipo fueron anotados por él y su compatriota Matías Fernández en el White Hart Lane.
Ya en partidos oficiales su debut oficial fue el 29 de julio por el primer partido de tercera ronda de la UEFA Europa League 2010-11 contra FC Nordsjælland de Noruega, ingresando al minuto 71 por Simon Vukčević. Su debut por liga portuguesa fue el 14 de agosto en la primera jornada en una derrota por 1-0 contra Paços de Ferreira, jugando los primeros 45 minutos, donde fue puesto como mediocampista izquierdo por su técnico Paulo Sérgio, que generalmente ocupaba a Valdés como mediocampista central. El 31 de octubre, Valdés anotó un doblete en la victoria de visita por 2-1 sobre União Leiria, anotando sus dos primeros goles en Portugal y siendo elogiado por la prensa portuguesa. El 27 de noviembre, marcó el gol de su equipo durante el derbi contra Oporto en un duelo que terminó empatado 1-1, en la jornada previa había marcado de penal en la victoria 2-1 sobre Académica de Coimbra. Marcó su quinto gol en liga el 8 de enero de 2011 en la victoria 2-1 sobre Sporting Braga por la Fecha 15.
Sin embargo, después de dos derrotas, dos empates y una victoria, su entrenador Paulo Sérgio fue despedido, y con la llegada de José Couceiro Valdés fue relegado a la banca. Terminó la temporada 2010-11 con 36 partidos y 6 goles repartidos de la siguiente manera: 23 apariciones y 5 goles en liga, 3 apariciones en Copa de Portugal, 3 apariciones y 1 gol en Copa de la Liga y 7 apariciones en UEFA Europa League.

#### Parma (2011-2013)
El 6 de julio de 2011, Valdés fue trasladado al Parma en el acuerdo que llevó a Valeri Bojinov hacia el lado portugués. Valdés se trasladó a Parma en un préstamo de un año, y el club italiano también tenía una opción de compra por el valor de € 1.800.000 para comprar al centrocampista chileno. Vio mucha acción en tiempos de Franco Colomba, pero Roberto Donadoni le dio una función desconocida, en el que destacó y se convirtió en regular del primer equipo. Marcó su primer gol el 23 de octubre de 2011 en la caída 1-2 con Atalanta.
Parma ejerció su opción de compra en julio de 2012 después de la buena temporada de Valdés. El 22 de septiembre de 2012 marcó su primer gol en la Serie A 2012-13 en la igualdad 1-1 contra Fiorentina, mediante lanzamiento penal.

#### Colo-Colo (2014-2019)

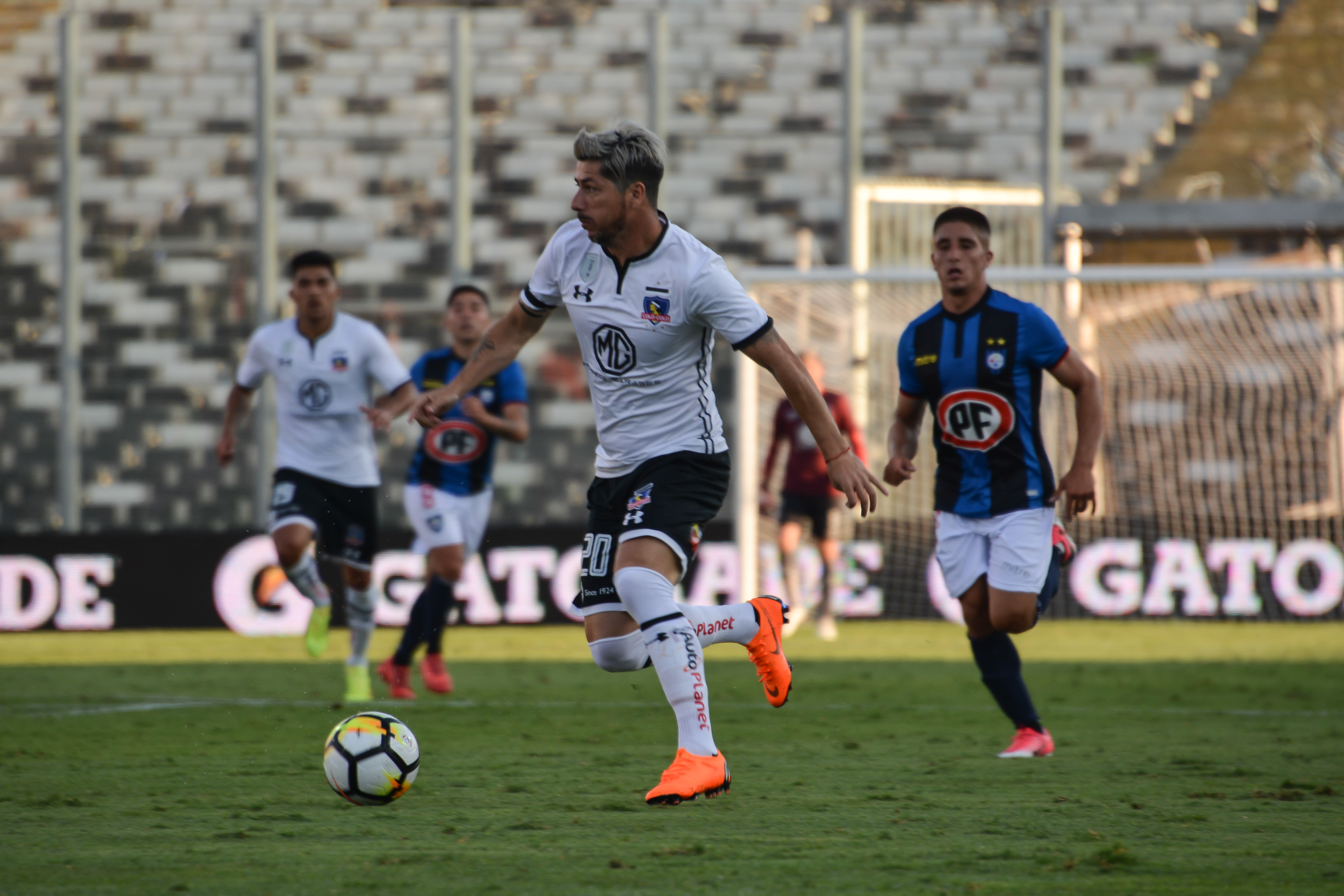
Valdés jugando por Colo-Colo.

Después haber jugado trece temporadas en el fútbol europeo. En diciembre de 2013, Valdés firmó un contrato por dos años con Colo-Colo de la Primera División de Chile, cumpliendo así su anhelado sueño de jugar en el cuadro popular, equipo del cual declaró ser hincha desde su niñez, siendo presentando el 2 de enero de 2014 como segundo refuerzo albo de cara al Clausura 2014.

##### Temporada 2014
Su debut iba a ser en la primera fecha del Clausura, pero debido a que no llegó su pase internacional, su debut se aplazó hasta el 12 de enero de 2014, correspondiente a la segunda fecha del Clausura 2014 en donde jugó los 90 minutos en el triunfo por 2-0 del cuadro albo sobre Everton en el Estadio Municipal Lucio Fariña Fernández.
Tres días después, marcó su primer gol en el empate 1-1 ante Deportes Antofagasta en el Estadio Monumental por la tercera fecha del Clausura.
El 9 de febrero, anotó su primer doblete con camiseta alba, en la fecha 6 frente a Unión Española, a los minutos 10' (1-0), y a los 63' (3-0), en esa tarde también anotaron Esteban Paredes (45+4) y Mauro Olivi (87), para los hispanos, descotaria Gustavo Canales a los 72 en un partido que terminó 4-1 a favor de Colo-Colo.
El 6 de abril Valdés jugó su primer superclásico con la camiseta de Colo Colo, enfrentando a la Universidad de Chile en el Estadio Nacional Julio Martínez, en un partido de mucha pierna fuerte, los albos vencieron por un apretado 1 a 0 por la fecha 14, con autogol Roberto Cereceda (ex albo), tras un centro del propio Valdés, así Colo Colo quedó aún pasito de bajar su estrella N°30, en la siguiente jornada, la #15, enfrentaron a Santiago Wanderers y si ganaban salían campeones del Torneo de Clausura 2014, en un partido con algo de nerviosismo, el cuadro albo ganó por 1-0 con un gol de rebote de Felipe Flores, así Colo Colo bajó por fin su tan ansiada estrella 30 tras 4 años y 7 torneos de sequía, en el plantel de Héctor Tapia, Justo Villar, Julio Barroso, Gonzalo Fierro, el propio Valdés, Esteban Paredes y Felipe Flores fueron las figuras del campeonato albo, además "Pajarito" conquistaba su primer título como profesional y primera con los albos.
Colo Colo en aquel torneo fue muy eficaz en ataque, así terminaba uno de los torneos más exitosos de los albos en los últimos años, con 42 puntos, sacándole 9 de ventaja a su más cercano perseguidor, la Universidad Católica, también fue un buen torneo para Valdés, que jugó 15 partidos de 17 posibles, anotando 3 goles y estando 1.319 minutos en el campo de juego.

##### Temporada 2014/15
El 3 de agosto de 2014 marcó en el triunfo 3-1 sobre Huachipato en el Estadio Huachipato-CAP Acero en la tercera fecha del Torneo de Apertura, el 30 de agosto, "Pajarito" volvió a inflar las redes, en la goleada 4-0 frente a Deportes Antofagasta, marcando un gol desde fuera del área, su segundo en el torneo.
El 23 de noviembre, se enfrentaron a la Universidad Católica en el Estadio San Carlos de Apoquindo por la Fecha 15 del Apertura 2014 y lograron un triunfo clave en la lucha por el título por 2-1 con Valdés como protagonista, al minuto 72 Pajarito soltó un latigazo desde afuera del área para marcar el 2-1 final y desatar la euforia en la hinchada colocolina, salió al minuto 89 por Sebastián Toro bajo una ovación de su hinchada, salió elegido como el Jugador del Partido, una semana más tarde, en la fecha 16, golearon 4-0 a Cobreloa en los pastos del Monumental, con Valdés de titular, en un partido cómodo, Colo Colo goleó 4-1 a los Loinos, "Pajarito" anotaría el cuarto de la tarde desde los doce pasos, venciendo al golero José Contreras. El 6 de diciembre, se jugó la definición por el Torneo Apertura 2014, Colo-Colo finalmente perdió 2-0 con Santiago Wanderers en Valparaíso, poniendo fin a sus opciones de bicampeonato ya que la U venció a Unión La Calera con solitario gol de Gustavo Canales en el Nacional.
El 14 de febrero de 2015 marcó en la victoria 2-1 sobre Deportes Antofagasta por la fecha 7 en el norte así los albos lograron su cuarto triunfo consecutivo en el Torneo de Clausura 2015, el 18 de febrero debutaron en el Grupo 1 de la Copa Libertadores 2015 frente al Atlético Mineiro de Brasil, derrotaron por 2-0 a los brazucas en el Estadio Monumental con anotaciones de Esteban Paredes y Felipe Flores.
El 14 de marzo enfrentaron a Universidad de Chile por la fecha 11 del torneo local, los azules comenzaron ganando con gol de Sebastián Ubilla al minuto 17, Colo Colo empató al minuto 54 con gol de Paredes tras asistencia de Valdés y nuevamente marcó Paredes al 90+3' de penal para concretar la remontada alba. En la última fecha del Grupo 1 de la Copa Libertadores 2015 jugaron contra Atlético Mineiro en Brasil por el pase a octavos de final, Valdés no pudo jugar ya que se encontraba lesionado, finalmente los albos perdieron 2-0 siendo eliminado del torneo continental.
Días después del final del campeonato, la polémica no renovación de contrato de Héctor Tapia, por parte de B&N, desató la ira de varios referentes albos, con la amenaza de partir del club, entre ellos Jaime Valdés, quien recibió ofertas de los clubes de la MLS para partir de Macul, pero este decidió quedarse, el 26 de mayo de 2015, días después del fin de la "Era Tapia" en Colo Colo, Jaime Valdés extendió su contrato con Colo Colo hasta mediados de 2017, calmando las aguas en el monumental, tras la salida de Tapia, llegaría José Luis Sierra a la banca de los albos, provocando un cambio en 180° del estilo de juego, pasando de un juego ofensiva a uno defensivo, varios jugadores del plantel se vieron perjudicados con este sistema, entre ellos Valdés.

##### Temporada 2015/16
El 16 de agosto de 2015, Valdés anotó el gol del triunfo en la victoria por 3-2 sobre Cobresal en el Estadio La Portada.
El 4 de octubre, tras 1 mes sin jugar (al haber sufrido una lesión en un calentamiento de la Selección Chilena), "Pajarito" volvía a las canchas, nada más ni nada menos que contra la Universidad Católica por la octava fecha del campeonato en el Estadio San Carlos de Apoquindo, ingresó al minuto 64 por Humberto Suazo y al 88 marcó el 1-1 parcial, luego Roberto Gutiérrez marcó el 2-1 final a favor de la UC en la agonía, así los cruzados le quitaron un invicto de 9 triunfos consecutivos a los albos por torneos nacionales. El 31 de octubre, Valdés nuevamente fue figura y protagonista en un superclásico contra la U por la fecha 11, ganaron 2-0, el primer tanto lo marcó Jean Beausejour al minuto 35 y el segundo Esteban Paredes al minuto 81 tras un contragolpe de Valdés que corrió 40 metros eludió a Johnny Herrera y se la dejó servida al tanque, 4 minutos más tarde Valdés fue expulsado por reclamos contra el juez central, recibiendo una fecha de castigo.
El 2 de diciembre, jugaron la final de la Copa Chile 2015 contra Universidad de Chile en el Estadio La Portada de La Serena, "Pajarito" ingreso al minuto 64 por Emiliano Vecchio cuando el partido iba uno a cero a favor de la U, Luis Pedro Figueroa anotaría a los 90+1' el empate colocolino, en la tanda de penales Valdés, tenía la responsabilidad en sus pies de anotar el 1-1 transitorio, y no falló, pero no serviría de mucho, finalmente Johnny Herrera anotaría el quinto penal, convirtiéndose en el héroe de la final (además de atajarle su lanzamiento a Martín Rodríguez). 4 días después, el 6 de diciembre, Colo-Colo debía jugar la última fecha del Torneo de Apertura contra Santiago Wanderers en Valparaíso, pero ese partido no se jugó debido a los incidentes entre las barras bravas de ambos equipos, aunque de todos Colo-Colo salió campeón sin jugar porque Universidad Católica se veía obligada a ganar para mantenerse con opciones de campeonar, pero perdió contra Audax Italiano por la cuenta mínima, de esta manera Colo Colo bajó la estrella 31 de su historia.
Marcó su primer gol en el Clausura 2016 en la segunda fecha contra Audax Italiano, anotando al minuto 75 mediante tiro libre que dio en la barrera descolocando al arquero Nicolas Peric, saldría a los 79' por el juvenil Carlos Contreras.
El 6 de marzo, marcó el definitivo 3-0 sobre la Universidad Católica al minuto 38 tras un rebote de Christopher Toselli en el Estadio Monumental por la octava jornada del Clausura con Valdés como figura, salió bajo una ovación al minuto 82 por Jorge Araya, así los albos lograron vencer a Católica de local luego de 5 años (última victoria 2011), en la siguiente fecha enfrentaron a San Marcos de Arica en el norte con un equipo mixto (alineando suplentes y juveniles), perderían sorpresivamente por 1-0 frente al equipo ariqueño, Valdés fue alternativa e ingresó al minuto 60 en lugar de un opaco Javier Reina, se fue expulsado al 87' tras un planchazo sobre Alejandro Vázquez, perdiéndose el superclásico contra la U tras recibir 1 fecha de castigo.
El 14 de abril jugaron por última fecha del Grupo 5 de la Copa Libertadores 2016 contra Independiente del Valle, los albos no lograron abrir el cerrojo ecuatoriano empatando 0-0 quedando eliminados, con 3 palos que pudieron terminar en gol.

##### Temporada 2016/17
Empezaron de la peor forma la Temporada 2016-17 ya que el 6 de junio de 2016, José Luis Sierra renunció a la banca de Colo Colo, tras la salida de Martín Tonso y problemas con jugadores (referentes del plantel como Julio Barroso) y con la dirigencia, todo esto en plena pretemporada, unas semanas después asumió el argentino Pablo Guede con quien Valdés poco a poco fue recuperando su nivel y volver a convertirse en figura del equipo.
El 23 de noviembre disputaron la semifinal ida de la Copa Chile 2016 contra su clásico rival la Universidad Católica en el Estadio San Carlos de Apoquindo donde ganaron por la cuenta mínima con solitario gol de Claudio Baeza, una semana después, se jugó la revancha en el Monumental y los albos clasificaron a la final ganando 2-0 (3-0 global) con anotaciones de Martín Rodríguez y Esteban Paredes, Valdés se fue expulsado al minuto 70' de partido por tirarle el pelo a Carlos Espinosa, por esto se perdió la final contra Everton de Viña del Mar (que a la postre sería un inapelabre 4-0, con gran actuación de Esteban Paredes, Octavio Rivero y Ramón Fernández).
Para el Clausura 2017, Colo-Colo empezó de forma espléndida ganando 5 de sus primeros 6 partidos logrando victorias contra Unión Española, Audax Italiano, O'Higgins, Universidad Católica y Santiago Wanderers y empatando contra Deportes Temuco en el sur, pero a partir de la quinta fecha tras la lesión de Justo Villar que el equipo empezaría a ir en declive, fueron transcurriendo las fechas y los albos empezarían a perder puntos claves en Cavancha, Quillota y en el Monumental y así poco a poco lo iría alcanzando la Universidad de Chile por la Fecha 14 empataron 1-1 con Deportes Antofagasta perdiendo la punta del torneo a manos de la U que goleó 3-0 a O'Higgins en Rancagua, ya en la última fecha vencieron 3-1 a Cobresal en el norte pero de nada les sirvió ya que la U venció por la cuenta mínima a San Luis de Quillota. Así los albos se farrearon un título de forma increíble tras ir liderando gran parte del campeonato.
El 10 de mayo de 2017, renovó su contrato con Colo Colo por una temporada más hasta junio de 2018.

##### Temporada 2017
El 23 de julio de 2017 ganaron la Supercopa de Chile goleando 4-1 a la Universidad Católica en el Estadio Nacional Julio Martínez, Valdés marcó el 3-1 transitorio al minuto 60' vía lanzamiento penal volviendo a marcar por los albos después de más de un año (Clausura 2016 ante Católica).
El 2 de agosto se jugó la vuelta de la primera fase de la Copa Chile 2017 entre Colo Colo y Deportes La Serena en el Estadio Monumental, en la ida los granates golearon por 4-1 a un deslucido conjunto albo, Valdés anotaría el 3-0 transitorio al minuto 70' llevando la llave a penales, diez minutos más tarde Esteban Paredes anotó el 4-0 con el que lograron la remontada y clasificación a octavos, "Pajarito" salió al minuto 84 por Ramón Fernández bajo una ovación, el 6 de agosto anotó su primer gol en el Transición 2017 por la segunda fecha ante O'Higgins en el triunfo por 3-1 anotando el 1-0 mediante lanzamiento penal.
El 27 de agosto fue nuevamente figura en un nuevo superclásico ante la U en el Monumental por la quinta fecha del Torneo de Transición 2017, al minuto 16 marcó un gol tras un contragolpe brutal haciendo una diagonal rematando al poste izquierdo de Johnny Herrera para el 2-0 y así marcando su primer gol en un superclásico, luego al 50' aprovechó un resbalón de Jara para quedar queda mano a mano contra Herrera cediendosela a Esteban Paredes que quedó solo frente al arco para el 3-1 y después el propio Paredes marcó el 4-1 final, Valdés salió al minuto 87' siendo reemplazado por Óscar Opazo saliendo bajó una nueva ovación.
El 5 de noviembre enfrentaron de local a Unión Española por la Fecha 12 del Transición 2017 y en un partido en la lucha por el título los albos golearon 5-2 con Valdés como la figura del partido marcando el 2-1 al 31 y 5-2 final al minuto 69, ambos de penal, dos semanas después del receso del fútbol chileno se jugó la fecha 13 el día 26 de noviembre ahí dieron otro paso más rumbo a la estrella 32 venciendo por un apretado 3-2 a Everton en el Estadio Sausalito, Valdés anotó el 2-1 tras disparar desde afuera del área, con complicidad de Eduardo Lobos, salió al minuto 90+2' por Jorge Araya, después por la Fecha 14 vencieron en otro sufrido encuentro por 3-2 a Curicó Unido en el Estadio Monumental quedando aun solo pasó del título.
El 9 de diciembre se jugó la última fecha del Torneo de Transición 2017: Colo Colo, Unión Española y la Universidad de Chile eran los candidatos al título con los albos con la primera opción de campeonar si vencían, en otro trabajado partido en el Estadio Ester Roa Rebolledo los albos ganaron por 3-0 a Huachipato coronándose campeones, Valdés anotó de penal el 1-0 al minuto 73 tras un polémico cobro, al 83' asistió a Octavio Rivero para que marcase el 2-0 parcial, "Pajarito" salió al minuto 85' por otro referente albo Gonzalo Fierro bajo una ovación, siendo elegido el Jugador del Partido y finalmente Nicolás Orellana al 90+2' puso el 3-0 final.
Fue la gran figura de la estrella 32 jugando 14 de 15 partidos por el Transición 2017 sólo perdiéndose el duelo contra Audax Italiano y marcó 6 goles en los 1.132 minutos que estuvo en cancha; fue el goleador del campeón junto con Esteban Paredes y por sobre todo volvió a recuperar su nivel que había perdido hace 2 años.

##### Temporada 2018

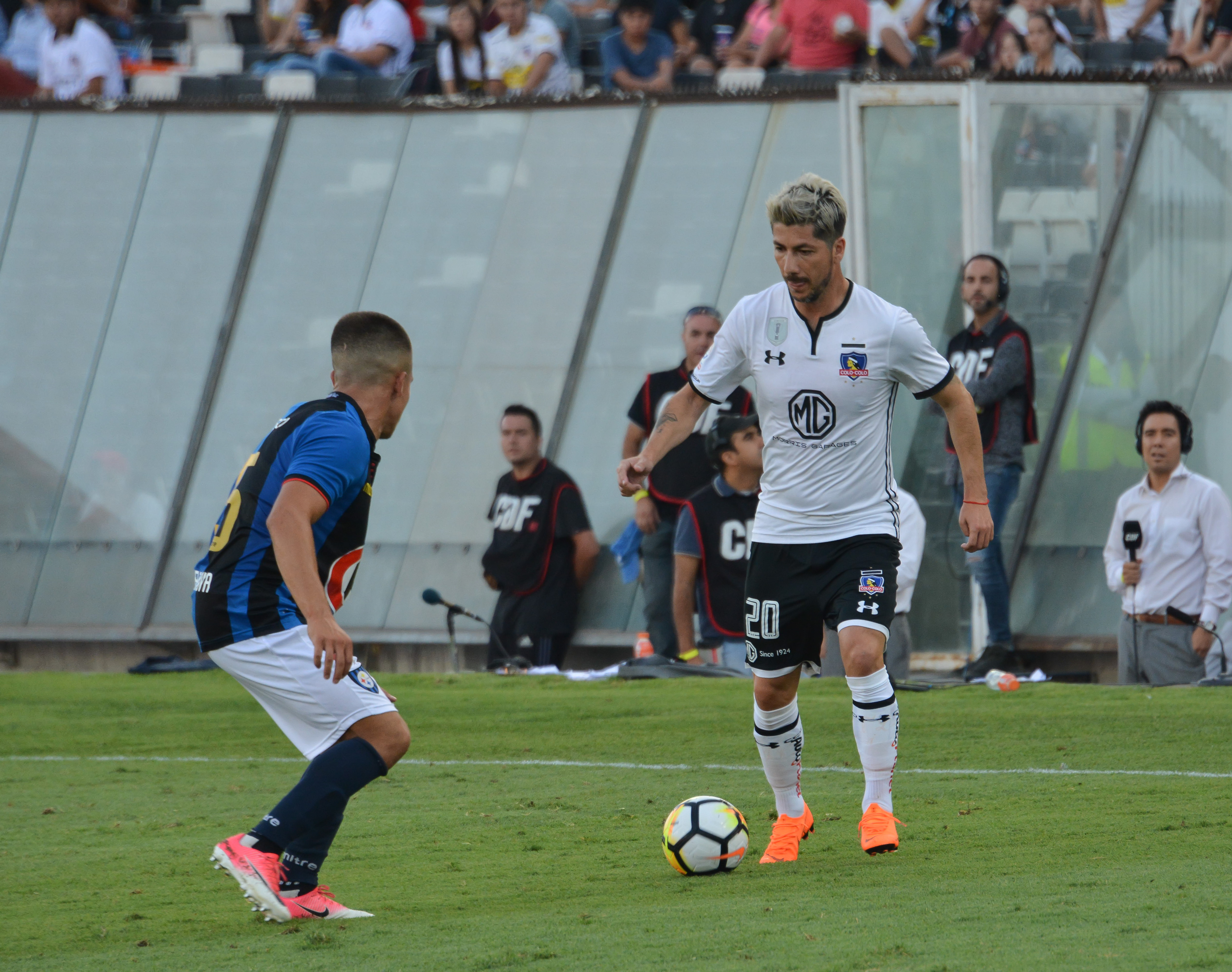
Jaime Valdés disputado el balón contra Juan Córdova en el duelo entre Colo-Colo y Huachipato por el Torneo Nacional 2018.

Comenzó la Temporada 2018 renovando su contrato por dos años más hasta diciembre de 2019. El 26 de enero de 2018 se consagraron bicampeones de la Supercopa de Chile tras golear 3-0 a Santiago Wanderers en el Estadio Nacional con goles de Óscar Opazo, Brayan Véjar y Jaime Valdés.
El 31 de marzo anotó de penal en el triunfo por 1-0 sobre la Universidad Católica por la séptima fecha del Torneo Nacional 2018.
El 19 de abril el entrenador Pablo Guede presentó su renuncia a Colo-Colo tras algunos malos resultados, el "Rechazo" de la hinchada, problemas con jugadores (referentes como Julio Barroso, Gonzalo Fierro) y la venida de un nuevo directorio ante la salida de Aníbal Mosa de la presidencia alba y la llegada de Gabriel Ruiz-Tagle. Una semana después fue presentado Héctor Tapia como nuevo entrenador durante todo 2018, con Tapia en la banca Valdés poco a poco iría perdiendo su estatus de inamovible y figura del equipo pasando a ser relegado al banco de suplentes con el correr de los meses. El 2 de mayo lograron un triunfo clave por Copa Libertadores ante Delfín en Manta, Valdés abrió la cuenta al minuto 20, después Paredes de penal anotó el 2-0 y finalmente Andrés Chicaiza marcó el descuento ecuatoriano, así los albos ganaron 2-1 y consiguieron su primer triunfo en esa Libertadores. Lograron remontar en el Grupo B quedando en segundo lugar tras ganarle a Bolívar (2-0) de local y empatar a 0 con Atlético Nacional.
Clasificaron a octavos de final del certamen tras 11 años ahí eliminaron sorpresivamente a Corinthians y en cuartos de final cayeron por un inapelable 4-0 global contra Palmeiras, 2-0 tanto en la ida como en la vuelta.
El 13 de noviembre sufrió rotura de menisco en un entrenamiento, producto de esa rotura fue operado de los meniscos quedando fuera hasta 2019. En diciembre de 2019, se anunció su salida del club tras 6 años.

#### Últimos pasos en el fútbol profesional (2020-2022)
El 19 de diciembre de 2019 es anunciado como nuevo jugador de Deportes La Serena por toda la temporada 2022.En enero de 2020, obtiene el ascenso a la Primera División.Luego de ser una pieza clave durante toda la temporada, logrando mantener al equipo granate en la division de honor, en febrero de 2021 se anuncia su salida del equipo papayero.En abril de 2021 es anunciado como nuevo jugador de San Antonio Unido de la Segunda División de Chile,renovando en marzo del año siguiente su contrato por otra temporada.En mayo de 2022 se anuncia su firma por Santiago Wanderers de la Primera B chilena.

### Carrera dirigencial
El 2 de mayo de 2022, junto con anunciar su retiro del fútbol profesional, es anunciado como nuevo dueño de Deportes Linares de la Segunda División de Chile. Junto con adquirir el 75% de las acciones junto a un grupo de amigos, fue anunciado como gerente deportivo del Depo.

## Selección nacional
Jugó para Chile en el equipo sub-20 de la Copa Mundial de Fútbol Juvenil de 2001. 
Hizo su debut con la absoluta en el mismo año, el 24 de abril de 2001 contra Uruguay. Reemplazó a Ítalo Díaz en el minuto 57 por las Eliminatorias a Corea y Japón 2002. También jugó una vez en 2006, un partido de Chile con el clasificado a la Copa Mundial de Fútbol de 2006 Costa de Marfil el 30 de mayo de 2006. Fue reemplazado por Jorge Vargas en el minuto 60. Fue incluido en la prenomina de 30 jugadores de Chile para la Copa Mundial de Fútbol de 2010, pero más tarde quedó fuera después de haber jugado el partido amistoso contra México el 16 de mayo de 2010. Valdés y Roberto Cereceda fueron sustituidos en el entretiempo por Jean Beausejour y Gonzalo Jara, respectivamente. 
En enero de 2015, volvió a ser convocado a la selección después de 4 años y medio, en una nómina "local" frente a Estados Unidos, lamentablemente no pudo jugar debido a un desgarro sufrido en un entrenamiento, en marzo del mismo año, volvió a ser nominado para dos amistosos frente a la Irán Brasil, pero tuvo mala suerte de nuevo y volvió a lesionarse en un precalentamiento, en octubre de 2015, regresó a la selección después de 7 meses, para los partidos clasificatorias contra Brasil y Perú, siendo suplente en los 2 partidos y no jugó, siendo la última vez que fue nominado a la selección chilena.

#### Participación en Copa del Mundo Sub-20
| Mundial                     | Sede      | Resultado     | Partidos | Goles | Asist. |
| --------------------------- | --------- | ------------- | -------- | ----- | ------ |
| Copa Mundial Sub-20 de 2001 | Argentina | Primera Ronda | 3        | 1     | 2      |

#### Participaciones en Clasificatorias a Copas del Mundo
| Eliminatorias                    | País                  | Resultado | Posición | Partidos | Goles |
| -------------------------------- | --------------------- | --------- | -------- | -------- | ----- |
| Eliminatorias Corea y Japón 2002 | Corea del Sur & Japón | Eliminado | 10.º     | 1        | 0     |

### Partidos internacionales
Actualizado hasta el 16 de mayo de 2010.
| 1     | 24 de abril de 2001 | Estadio Nacional, Santiago, Chile            | Chile           | 0-1 | Uruguay |   | Clasificatorias Corea & Japón 2002 |
| 2     | 30 de mayo de 2006  | Estadio Municipal de Vittel, Vittel, Francia | Costa de Marfil | 1-1 | Chile   |   | Amistoso                           |
| 3     | 16 de mayo de 2010  | Estadio Azteca, Ciudad de México, México     | México          | 1-0 | Chile   |   | Amistoso                           |
| Total | Total               | Total                                        | Presencias      | 3   | Goles   | 0 |                                    |

| Selección chilena | Selección chilena | Selección chilena |
| Año               | Partidos          | Goles             |
| ----------------- | ----------------- | ----------------- |
| 2001              | 1                 | 0                 |
| 2006              | 5                 | 0                 |
| 2010              | 6                 | 0                 |
| Total             | 13                | 0                 |

## Estadísticas

### Clubes
| Club                        | Div.             | Temporada        | Liga  | Liga  | Liga   | Copas nacionales | Copas nacionales | Copas nacionales | Torneos internacionales | Torneos internacionales | Torneos internacionales | Total | Total | Total  | Media goleadora |
| Club                        | Div.             | Temporada        | Part. | Goles | Asist. | Part.            | Goles            | Asist.           | Part.                   | Goles                   | Asist.                  | Part. | Goles | Asist. | Media goleadora |
| --------------------------- | ---------------- | ---------------- | ----- | ----- | ------ | ---------------- | ---------------- | ---------------- | ----------------------- | ----------------------- | ----------------------- | ----- | ----- | ------ | --------------- |
| Palestino · Chile           | 1.ª              | 1998             | 6     | 0     | 0      | 2                | 0                | 0                | —                       | —                       | —                       | 8     | 0     | 0      | 0.00            |
| Palestino · Chile           | 1.ª              | 1999             | 43    | 15    | 4      | —                | —                | —                | —                       | —                       | —                       | 43    | 15    | 4      | 0.35            |
| Palestino · Chile           | Total club       | Total club       | 49    | 15    | 4      | 2                | 0                | 0                | 0                       | 0                       | 0                       | 51    | 15    | 4      | 0.29            |
| AS Bari · Italia            | 1.ª              | 2000-01          | 8     | 0     | 0      | 2                | 0                | 0                | —                       | —                       | —                       | 10    | 0     | 0      | 0.00            |
| AS Bari · Italia            | 2.ª              | 2001-02          | 35    | 1     | 2      | 3                | 0                | 0                | —                       | —                       | —                       | 38    | 1     | 2      | 0.03            |
| AS Bari · Italia            | 2.ª              | 2002-03          | 32    | 3     | 2      | 7                | 1                | 1                | —                       | —                       | —                       | 39    | 4     | 3      | 0.1             |
| AS Bari · Italia            | 2.ª              | 2003-04          | 44    | 4     | 3      | 1                | 1                | 0                | —                       | —                       | —                       | 45    | 5     | 3      | 0.11            |
| AS Bari · Italia            | Total club       | Total club       | 119   | 8     | 7      | 13               | 2                | 1                | 0                       | 0                       | 0                       | 132   | 10    | 8      | 0.08            |
| ACF Fiorentina · Italia     | 1.ª              | 2004-05          | 5     | 0     | 0      | 2                | 1                | 0                | —                       | —                       | —                       | 7     | 1     | 0      | 0.14            |
| ACF Fiorentina · Italia     | Total club       | Total club       | 5     | 0     | 0      | 2                | 1                | 0                | 0                       | 0                       | 0                       | 7     | 1     | 0      | 0.14            |
| US Lecce · Italia           | 1.ª              | 2005             | 15    | 1     | 4      | —                | —                | —                | —                       | —                       | —                       | 15    | 1     | 4      | 0.07            |
| US Lecce · Italia           | 1.ª              | 2005-06          | 26    | 0     | 4      | 1                | 0                | 0                | —                       | —                       | —                       | 27    | 0     | 4      | 0.00            |
| US Lecce · Italia           | 2.ª              | 2006-07          | 39    | 8     | 6      | 1                | 0                | 1                | —                       | —                       | —                       | 40    | 8     | 7      | 0.2             |
| US Lecce · Italia           | 2.ª              | 2007-08          | 36    | 7     | 8      | 1                | 1                | 0                | —                       | —                       | —                       | 37    | 8     | 8      | 0.22            |
| US Lecce · Italia           | Total club       | Total club       | 116   | 16    | 22     | 3                | 1                | 1                | 0                       | 0                       | 0                       | 119   | 17    | 23     | 0.14            |
| Atalanta · Italia           | 1.ª              | 2008-09          | 28    | 3     | 4      | 1                | 0                | 0                | —                       | —                       | —                       | 29    | 3     | 4      | 0.1             |
| Atalanta · Italia           | 1.ª              | 2009-10          | 33    | 7     | 2      | 1                | 0                | 0                | —                       | —                       | —                       | 34    | 7     | 2      | 0.21            |
| Atalanta · Italia           | Total club       | Total club       | 61    | 10    | 6      | 2                | 0                | 0                | 0                       | 0                       | 0                       | 63    | 10    | 6      | 0.16            |
| Sporting de Lisboa Portugal | 1.ª              | 2010-11          | 23    | 5     | 6      | 6                | 1                | 0                | 7                       | 0                       | 0                       | 36    | 6     | 6      | 0.17            |
| Sporting de Lisboa Portugal | Total club       | Total club       | 23    | 5     | 6      | 6                | 1                | 0                | 7                       | 0                       | 0                       | 36    | 6     | 6      | 0.17            |
| Parma · Italia              | 1.ª              | 2011-12          | 20    | 1     | 2      | 1                | 0                | 0                | —                       | —                       | —                       | 21    | 1     | 2      | 0.05            |
| Parma · Italia              | 1.ª              | 2012-13          | 29    | 4     | 2      | 1                | 0                | 0                | —                       | —                       | —                       | 30    | 4     | 2      | 0.13            |
| Parma · Italia              | 1.ª              | 2013             | 6     | 0     | 0      | 2                | 1                | 3                | —                       | —                       | —                       | 8     | 1     | 3      | 0.13            |
| Parma · Italia              | Total club       | Total club       | 55    | 5     | 4      | 4                | 1                | 3                | 0                       | 0                       | 0                       | 59    | 6     | 7      | 0.1             |
| Colo-Colo · Chile           | 1.ª              | 2013-14          | 15    | 3     | 1      | —                | —                | —                | —                       | —                       | —                       | 15    | 3     | 1      | 0.2             |
| Colo-Colo · Chile           | 1.ª              | 2014-15          | 23    | 6     | 3      | 5                | 0                | 1                | 5                       | 0                       | 1                       | 33    | 6     | 5      | 0.18            |
| Colo-Colo · Chile           | 1.ª              | 2015-16          | 23    | 4     | 2      | 10               | 1                | 0                | 6                       | 0                       | 1                       | 39    | 5     | 3      | 0.13            |
| Colo-Colo · Chile           | 1.ª              | 2016-17          | 26    | 0     | 9      | 7                | 0                | 1                | 2                       | 0                       | 0                       | 35    | 0     | 10     | 0.00            |
| Colo-Colo · Chile           | 1.ª              | 2017             | 14    | 6     | 4      | 3                | 2                | 1                | —                       | —                       | —                       | 17    | 8     | 5      | 0.47            |
| Colo-Colo · Chile           | 1.ª              | 2018             | 23    | 1     | 2      | 2                | 1                | 1                | 7                       | 1                       | 0                       | 32    | 3     | 3      | 0.09            |
| Colo-Colo · Chile           | 1.ª              | 2019             | 12    | 0     | 0      | 2                | 0                | 0                | —                       | —                       | —                       | 14    | 0     | 0      | 0.00            |
| Colo-Colo · Chile           | Total club       | Total club       | 136   | 20    | 21     | 29               | 4                | 4                | 20                      | 1                       | 2                       | 185   | 25    | 27     | 0.14            |
| Deportes La Serena · Chile  | 2.ª              | 2019             | 1     | 0     | 0      | —                | —                | —                | —                       | —                       | —                       | 1     | 0     | 0      | 0.00            |
| Deportes La Serena · Chile  | 1.ª              | 2020             | 32    | 2     | 6      | —                | —                | —                | —                       | —                       | —                       | 32    | 2     | 6      | 0.06            |
| Deportes La Serena · Chile  | Total club       | Total club       | 33    | 2     | 6      | 0                | 0                | 0                | 0                       | 0                       | 0                       | 33    | 2     | 6      | 0.06            |
| San Antonio Unido · Chile   | 3.ª              | 2021             | 16    | 1     | 4      | 1                | 0                | 0                | —                       | —                       | —                       | 17    | 1     | 4      | 0.06            |
| San Antonio Unido · Chile   | 3.ª              | 2022             | 4     | 0     | 0      | 2                | 1                | 2                | —                       | —                       | —                       | 6     | 1     | 2      | 0.17            |
| San Antonio Unido · Chile   | Total club       | Total club       | 20    | 1     | 4      | 3                | 1                | 2                | 0                       | 0                       | 0                       | 23    | 2     | 6      | 0.09            |
| Santiago Wanderers · Chile  | 2.ª              | 2022             | 13    | 1     | 5      | 1                | 0                | 0                | —                       | —                       | —                       | 14    | 1     | 5      | 0.07            |
| Santiago Wanderers · Chile  | Total club       | Total club       | 13    | 1     | 5      | 1                | 0                | 0                | 0                       | 0                       | 0                       | 14    | 1     | 5      | 0.07            |
| Total en carrera            | Total en carrera | Total en carrera | 630   | 83    | 85     | 65               | 11               | 11               | 27                      | 1                       | 2                       | 722   | 95    | 98     | 0.13            |
| 1. 2. 3.                    |                  |                  |       |       |        |                  |                  |                  |                         |                         |                         |       |       |        |                 |

### Resumen estadístico
Actualizado al último partido disputado el 2 de noviembre de 2022.
| Competición                 | Partidos | Goles | Asistencias |
| --------------------------- | -------- | ----- | ----------- |
| Selección Chilena           | 3        | 0     | 0           |
| Primera División de Chile   | 217      | 37    | 31          |
| Serie A                     | 170      | 16    | 18          |
| Primera B de Chile          | 14       | 1     | 5           |
| Serie B                     | 186      | 23    | 21          |
| Primeira Liga               | 23       | 5     | 6           |
| Copa Italia                 | 24       | 5     | 5           |
| Copa de Portugal            | 3        | 0     | 0           |
| Copa de la Liga de Portugal | 3        | 1     | 0           |
| Copa Chile                  | 33       | 3     | 6           |
| Supercopa de Chile          | 2        | 2     | 0           |
| UEFA Europa League          | 7        | 0     | 0           |
| Copa Libertadores           | 20       | 1     | 2           |
| Segunda División de Chile   | 20       | 1     | 4           |
| Total de su carrera         | 725      | 95    | 98          |

### Tripletes
| Partidos en los que anotó tres o más goles | Partidos en los que anotó tres o más goles | Partidos en los que anotó tres o más goles | Partidos en los que anotó tres o más goles | Partidos en los que anotó tres o más goles | Partidos en los que anotó tres o más goles | Partidos en los que anotó tres o más goles |
| N.º                                        | Fecha                                      | Estadio                                    | Partido                                    | Goles                                      | Resultado                                  | Competición                                |
| ------------------------------------------ | ------------------------------------------ | ------------------------------------------ | ------------------------------------------ | ------------------------------------------ | ------------------------------------------ | ------------------------------------------ |
| 1                                          | 21 de marzo de 1999                        | Francisco Sánchez Rumoroso, Coquimbo       | Coquimbo Unido - Palestino                 |                                            | 1 - 5                                      | Primera División de Chile 1999             |

### Goles en Europa
| Goles en Europa      | Goles en Europa | Goles en Europa | Goles en Europa    | Goles en Europa                             | Goles en Europa          | Goles en Europa         | Goles en Europa |
| Resultados           | Resultados      | Resultados      | Resultados         | Estadio                                     | Fecha                    | Temporada               | Gol             |
| -------------------- | --------------- | --------------- | ------------------ | ------------------------------------------- | ------------------------ | ----------------------- | --------------- |
| 'Bari'               | 2               | 0               | Palermo            | Estadio San Nicola, Bari                    | 17 de septiembre de 2001 | Serie B 2001-02         | 1 gol           |
| 'Bari'               | 4               | 1               | Crotone            | Estadio San Nicola, Bari                    | 11 de septiembre de 2002 | Copa Italia 2002-03     | 1 gol           |
| Cosenza              | 0               | 2               | 'Bari'             | Stadio San Vito-Gigi Marulla, Cosenza       | 4 de octubre de 2002     | Serie B 2002-03         | 1 gol           |
| Vicenza Virtus       | 1               | 1               | 'Bari'             | Estadio Romeo Menti, Vicenza                | 8 de noviembre de 2002   | Serie B 2002-03         | 1 gol           |
| Anconitana           | 1               | 2               | 'Bari'             | Estadio del Conero, Ancona                  | 2 de mayo de 2003        | Serie B 2002-03         | 1 gol           |
| Martina              | 1               | 2               | 'Bari'             | Estadio Giuseppe Domenico Tursi, Martina    | 17 de agosto de 2003     | Copa Italia 2003-04     | 1 gol           |
| 'Bari'               | 1               | 0               | Como 1907          | Estadio San Nicola, Bari                    | 13 de octubre de 2003    | Serie B 2003-04         | 1 gol           |
| 'Bari'               | 2               | 1               | Avellino           | Estadio San Nicola, Bari                    | 23 de abril de 2004      | Serie B 2003-04         | 2 goles         |
| Como 1907            | 1               | 3               | 'Bari'             | Stadio Giuseppe Sinigaglia, Como            | 14 de mayo de 2004       | Serie B 2003-04         | 1 gol           |
| 'Fiorentina'         | 2               | 0               | Parma              | Artemio Franchi, Florencia                  | 20 de noviembre de 2004  | Copa Italia 2004-05     | 1 gol           |
| 'Lecce'              | 3               | 0               | Chievo Verona      | Estadio Via del Mare, Lecce                 | 13 de febrero de 2005    | Serie A 2004-05         | 1 gol           |
| 'Lecce'              | 3               | 1               | AlbinoLeffe        | Estadio Via del Mare, Lecce                 | 9 de septiembre de 2006  | Serie B 2006-07         | 1 gol           |
| Frosinone            | 2               | 1               | 'Lecce'            | Estadio Benito Stirpe, Frosinone            | 1 de noviembre de 2006   | Serie B 2006-07         | 1 gol           |
| Bologna FC           | 2               | 1               | 'Lecce'            | Renato Dall'Ara, Bolonia                    | 9 de diciembre de 2006   | Serie B 2006-07         | 1 gol           |
| 'Lecce'              | 5               | 0               | Frosinone          | Estadio Via del Mare, Lecce                 | 10 de marzo de 2007      | Serie B 2006-07         | 1 gol           |
| 'Lecce'              | 1               | 0               | Modena FC          | Estadio Via del Mare, Lecce                 | 17 de marzo de 2007      | Serie B 2006-07         | 1 gol           |
| 'Lecce'              | 1               | 0               | Arezzo             | Estadio Via del Mare, Lecce                 | 25 de marzo de 2007      | Serie B 2006-07         | 1 gol           |
| Triestina            | 2               | 3               | 'Lecce'            | Estadio Nereo Rocco, Trieste                | 1 de mayo de 2007        | Serie B 2006-07         | 1 gol           |
| 'Lecce'              | 2               | 0               | Cesena FC          | Estadio Via del Mare, Lecce                 | 26 de mayo de 2007       | Serie B 2006-07         | 1 gol           |
| FC Treviso           | 2               | 2               | 'Lecce'            | Estadio Omobono Tenni, Treviso              | 15 de agosto de 2007     | Copa Italia 2007-08     | 1 gol           |
| US Avellino 1912     | 2               | 3               | 'Lecce'            | Estadio Partenio-Adriano Lombardi, Avellino | 22 de septiembre de 2007 | Serie B 2007-08         | 1 gol           |
| 'Lecce'              | 3               | 0               | Chievo Verona      | Estadio Via del Mare, Lecce                 | 29 de septiembre de 2007 | Serie B 2007-08         | 1 gol           |
| Chievo Verona        | 3               | 3               | 'Lecce'            | Estadio Marcantonio Bentegodi, Verona       | 1 de marzo de 2008       | Serie B 2007-08         | 2 goles         |
| Spezia               | 1               | 1               | 'Lecce'            | Estadio Alberto Picco, La Spezia            | 15 de marzo de 2008      | Serie B 2007-08         | 1 gol           |
| 'Lecce'              | 3               | 0               | Cesena FC          | Estadio Via del Mare, Lecce                 | 5 de abril de 2008       | Serie B 2007-08         | 1 gol           |
| Ravenna FC 1913      | 1               | 3               | 'Lecce'            | Estadio Bruno Benelli, Rávena               | 26 de abril de 2008      | Serie B 2007-08         | 1 gol           |
| 'Atalanta'           | 2               | 0               | Lazio              | Estadio Atleti Azzurri d'Italia, Bérgamo    | 30 de noviembre de 2008  | Serie A 2008-09         | 1 gol           |
| 'Atalanta'           | 3               | 0               | Udinese            | Estadio Atleti Azzurri d'Italia, Bérgamo    | 7 de diciembre de 2008   | Serie A 2008-09         | 1 gol           |
| 'Atalanta'           | 1               | 1               | Genoa CFC          | Estadio Atleti Azzurri d'Italia, Bérgamo    | 10 de mayo de 2009       | Serie A 2008-09         | 1 gol           |
| Udinese              | 1               | 3               | 'Atalanta'         | Stadio Friuli, Údine                        | 18 de octubre de 2009    | Serie A 2009-10         | 1 gol           |
| 'Atalanta'           | 3               | 1               | Parma              | Estadio Atleti Azzurri d'Italia, Bérgamo    | 25 de octubre de 2009    | Serie A 2009-10         | 1 gol           |
| 'Atalanta'           | 2               | 5               | Juventus de Turín  | Estadio Atleti Azzurri d'Italia, Bérgamo    | 7 de noviembre de 2009   | Serie A 2009-10         | 1 gol           |
| Milán                | 3               | 1               | 'Atalanta'         | San Siro, Milán                             | 28 de febrero de 2010    | Serie A 2009-10         | 1 gol           |
| 'Atalanta'           | 3               | 1               | Cagliari           | Estadio Atleti Azzurri d'Italia, Bérgamo    | 29 de marzo de 2010      | Serie A 2009-10         | 2 goles         |
| 'Atalanta'           | 2               | 0               | Siena              | Estadio Atleti Azzurri d'Italia, Bérgamo    | 3 de abril de 2010       | Serie A 2009-10         | 1 gol           |
| União de Leiria      | 1               | 2               | Sporting de Lisboa | Estadio Dr. Magalhães Pessoa, Leiría        | 31 de octubre de 2010    | Primeira Liga 2010-11   | 2 goles         |
| Académica de Coimbra | 1               | 2               | Sporting de Lisboa | Estadio Ciudad de Coímbra, Coímbra          | 13 de noviembre de 2010  | Primeira Liga 2010-11   | 1 gol           |
| Sporting de Lisboa   | 1               | 1               | Oporto             | Estadio José Alvalade, Lisboa               | 27 de noviembre de 2010  | Primeira Liga 2010-11   | 1 gol           |
| Sporting de Lisboa   | 2               | 1               | Sporting Braga     | Estadio José Alvalade, Lisboa               | 8 de enero de 2011       | Primeira Liga 2010-11   | 1 gol           |
| Sporting de Lisboa   | 4               | 0               | FC Penafiel        | Estadio José Alvalade, Lisboa               | 20 de enero de 2011      | Copa de La Liga 2010-11 | 1 gol           |
| 'Parma'              | 1               | 2               | Atalanta           | Estadio Ennio Tardini, Parma                | 23 de octubre de 2011    | Serie A 2011-12         | 1 gol           |
| 'Parma'              | 1               | 1               | Fiorentina         | Estadio Ennio Tardini, Parma                | 23 de septiembre de 2012 | Serie A 2012-13         | 1 gol           |
| 'Parma'              | 4               | 1               | Cagliari           | Estadio Ennio Tardini, Parma                | 16 de diciembre de 2012  | Serie A 2012-13         | 1 gol           |
| Bologna FC 1909      | 1               | 2               | 'Parma'            | Estadio Renato Dall'Ara, Bolonia            | 22 de diciembre de 2012  | Serie A 2012-13         | 1 gol           |
| Palermo              | 1               | 3               | 'Parma'            | Estadio Renzo Barbera, Palermo              | 19 de mayo de 2013       | Serie A 2012-13         | 1 gol           |
| 'Parma'              | 4               | 1               | Varese             | Estadio Ennio Tardini, Parma                | 2 de diciembre de 2013   | Copa Italia 2013-14     | 1 gol           |

### Goles en Colo-Colo
| Goles en Colo-Colo   | Goles en Colo-Colo | Goles en Colo-Colo | Goles en Colo-Colo   | Goles en Colo-Colo                             | Goles en Colo-Colo      | Goles en Colo-Colo             | Goles en Colo-Colo |
| Resultados           | Resultados         | Resultados         | Resultados           | Estadio                                        | Fecha                   | Competición                    | Gol                |
| -------------------- | ------------------ | ------------------ | -------------------- | ---------------------------------------------- | ----------------------- | ------------------------------ | ------------------ |
| 'Colo-Colo'          | 1                  | 1                  | Deportes Antofagasta | Estadio Monumental, Santiago                   | 15 de enero de 2014     | Torneo Clausura 2014           | 1 gol              |
| Unión Española       | 1                  | 4                  | 'Colo-Colo'          | Estadio Santa Laura, Santiago                  | 9 de febrero de 2014    | Torneo Clausura 2014           | 2 goles            |
| Huachipato           | 1                  | 3                  | 'Colo-Colo'          | Estadio Huachipato-CAP Acero, Talcahuano       | 3 de agosto de 2014     | Torneo Apertura 2014           | 1 gol              |
| 'Colo-Colo'          | 4                  | 0                  | Deportes Antofagasta | Estadio Monumental, Santiago                   | 30 de agosto de 2014    | Torneo Apertura 2014           | 1 gol              |
| Universidad Católica | 1                  | 2                  | 'Colo-Colo'          | Estadio San Carlos de Apoquindo, Santiago      | 23 de noviembre de 2014 | Torneo Apertura 2014           | 1 gol              |
| 'Colo-Colo'          | 4                  | 1                  | Cobreloa             | Estadio Monumental, Santiago                   | 30 de noviembre de 2014 | Torneo Apertura 2014           | 1 gol              |
| Deportes Antofagasta | 1                  | 2                  | 'Colo-Colo'          | Estadio Regional Calvo y Bascuñán, Antofagasta | 14 de febrero de 2015   | Torneo Clausura 2015           | 1 gol              |
| 'Colo-Colo'          | 1                  | 1                  | Palestino            | Estadio Monumental, Santiago                   | 22 de febrero de 2015   | Torneo Clausura 2015           | 1 gol              |
| Cobresal             | 2                  | 3                  | 'Colo-Colo'          | Estadio La Portada, La Serena                  | 16 de agosto de 2015    | Torneo Apertura 2015           | 1 gol              |
| Coquimbo Unido       | 1                  | 1                  | 'Colo-Colo'          | Estadio La Portada, La Serena                  | 2 de septiembre de 2015 | Copa Chile 2015                | 1 gol              |
| Universidad Católica | 2                  | 1                  | 'Colo-Colo'          | Estadio San Carlos de Apoquindo, Santiago      | 4 de octubre de 2015    | Torneo Apertura 2015           | 1 gol              |
| Audax Italiano       | 0                  | 3                  | 'Colo-Colo'          | Estadio Municipal de La Florida, Santiago      | 23 de enero de 2016     | Torneo Clausura 2016           | 1 gol              |
| 'Colo-Colo'          | 3                  | 0                  | Universidad Católica | Estadio Monumental, Santiago                   | 6 de marzo de 2016      | Torneo Clausura 2016           | 1 gol              |
| Universidad Católica | 1                  | 4                  | 'Colo-Colo'          | Estadio Nacional, Santiago                     | 23 de julio de 2017     | Supercopa de Chile 2017        | 1 gol              |
| 'Colo-Colo'          | 4                  | 0                  | Deportes La Serena   | Estadio Monumental, Santiago                   | 2 de agosto de 2017     | Copa Chile 2017                | 1 gol              |
| O'Higgins            | 1                  | 3                  | 'Colo-Colo'          | Estadio El Teniente, Rancagua                  | 6 de agosto de 2017     | Torneo de Transición 2017      | 1 gol              |
| 'Colo-Colo'          | 4                  | 1                  | Universidad de Chile | Estadio Monumental, Santiago                   | 27 de agosto de 2017    | Torneo de Transición 2017      | 1 gol              |
| 'Colo-Colo'          | 5                  | 2                  | Unión Española       | Estadio Monumental, Santiago                   | 5 de noviembre de 2017  | Torneo de Transición 2017      | 2 goles            |
| Everton              | 2                  | 3                  | 'Colo-Colo'          | Estadio Sausalito, Viña del Mar                | 26 de noviembre de 2017 | Torneo de Transición 2017      | 1 gol              |
| Huachipato           | 0                  | 3                  | 'Colo-Colo'          | Estadio Ester Roa Rebolledo, Concepción        | 9 de diciembre de 2017  | Torneo de Transición 2017      | 1 gol              |
| 'Colo-Colo'          | 3                  | 0                  | Santiago Wanderers   | Estadio Nacional, Santiago                     | 26 de enero de 2018     | Supercopa de Chile 2018        | 1 gol              |
| 'Colo-Colo'          | 1                  | 0                  | Universidad Católica | Estadio Monumental, Santiago                   | 31 de marzo de 2018     | Primera División de Chile 2018 | 1 gol              |
| Delfín               | 1                  | 2                  | 'Colo-Colo'          | Estadio Jocay, Manta                           | 2 de mayo de 2018       | Copa Libertadores 2018         | 1 gol              |

## Palmarés

### Campeonatos nacionales
| Título             | Club      | País  | Año    |
| ------------------ | --------- | ----- | ------ |
| Primera División   | Colo-Colo | Chile | 2014-C |
| Primera División   | Colo-Colo | Chile | 2015-A |
| Copa Chile         | Colo-Colo | Chile | 2016   |
| Supercopa de Chile | Colo-Colo | Chile | 2017   |
| Primera División   | Colo-Colo | Chile | 2017-T |
| Supercopa de Chile | Colo-Colo | Chile | 2018   |
| Copa Chile         | Colo-Colo | Chile | 2019   |

### Distinciones individuales
| Título                                                                               | Año  |
| ------------------------------------------------------------------------------------ | ---- |
| Mejor deportista del fútbol profesional (Círculo de Periodistas Deportivos de Chile) | 2014 |
| Mejor deportista del fútbol profesional (Círculo de Periodistas Deportivos de Chile) | 2017 |